# 人大釋法 (香港)
人大釋法在香港或在指涉香港相關事務時，是指中华人民共和国的常设立法机关全國人民代表大會常務委員會對香港特別行政區憲制文件《香港特別行政區基本法》及此常委會通過的全國性法律《香港特別行政區維護國家安全法》作出立法解释。
中國大陸实行成文法，属于大陆法系；而香港在1997年移交中國以后，保留了以普通法、衡平法等不成文法为主的英美法系，并由成文法作補充。香港的成文法包括《基本法》和數以千計的《香港法例》。
起草基本法时，基本法委员会参考了全球不同法系的运作，最后参考了欧盟的做法，《罗马条约》若是判决的关键，都必须向卢森堡欧洲法院取得解释，有效于不同成员国和法系。而起草委员民主派的李柱铭与吴建璠讨论后，也决定不再争取廢除此立法解釋權。 
至於全國人大常委會何時行使解釋權，即涉及第一及第三款內容，存在着争议。按照《香港基本法》第158條，第一款規定中國全國人大常委會對《香港基本法》擁有解釋權，第二款規定中國全國人大常委会授权香港特區法院審理案件時解釋《香港基本法》。而就第三款，香港法律界人士普遍認為，人大释法前必须由香港特區法院先做出提请，香港法院的提请是人大释法的先决条件；中國大陸官員及建制派則普遍認為，第三款並未对第一款作出限制，人大也可以主动释法。
1997年以来，全國人大常委會曾先後六次對《香港基本法》及《香港國安法》作出解釋。其中，第一次、第三次和第六次由香港特別行政區行政長官提出，第四次是由香港終審法院根據《基本法》第一百五十八條第三款提出，而第二次和第五次則是由中华人民共和国全國人大常委會主動釋法。而且每次释法都引起巨大争议，被香港民主派及司法界普遍認為是破壞香港司法獨立。

## 定義
香港回歸后的法律制度依据“一国两制”原則保留原來的英美法系不變，而中國大陸则使用成文法。成文法不足之处是“法不能尽”，即使立法数目再多，也不能涵盖社会生活的全部，因此存在法律漏洞；而法律漏洞可以通过立法、立法解释或司法解释来补充。中國大陸的法律解释存在司法解释和立法解释两种形式， 这不同一般国家的法律解释权单一主体行使的模式， 尤其区别于香港关于解释法律只能由法院进行的通常观念。正因为如此，当全国人大对《香港基本法》做出解释时，才导致发生争议。香港民主派及法律界部分人士批評香港政府提請進行人大釋法會破壞法治，損害香港司法自主；而香港政府官員、中國大陸官員及香港其他親北京势力則認同釋法舉動，指出釋法有助釐清爭議。
早於1986年《香港基本法》起草之初，英國政府已曾向中方表明，《中英聯合聲明》雖無直接對釋法問題作規定，但聯合聲明把特區的司法權全授予特區法院；全國人大常委會雖有權解釋《基本法》，但鑒於聯合聲明的規定，有必要全面保證特區法院的審判權，故全國人大常委會的釋法應屬立法性質而非司法性質，應該無追溯力。
香港大學法律學院副教授戴耀廷質疑說，有關釋法的爭議源於中港兩地的法制及法律傳統，對什麼是法律解釋，有不同的理解。香港法院只從法律文本解釋，並不會賦予文本字句所不能包含的意思。中國人大常委會則會考慮立法者的原意，和參考法律條文以外的外在資料，也可以在法律制定後出現了新的情況時，為法律條文加添一些新的意思。

### 支持
建制派普遍支持釋法，認為這有助釐清和正確理解《基本法》，認為人大常務委員會有權主動對基本法作出解釋。此項權力來自《中華人民共和國憲法》第六十七條第四项，並載於基本法本身第一百五十八條第一款。由第一百五十八條第一款賦予的解釋《基本法》的權力，是一般性和不受約制的權力。該項權力及其行使並無在任何方面受到第一百五十八条第二款和第三款限制或約制。第一百五十八條第三款所針對的，是規定終審法院須在訂明的情況下就「除外條款」（即特區自治範圍外的條款）作出司法提請，藉以限制終審法院的權力。

### 反對
香港民主派及法律界人士认为，基本法属憲法类形的法律，条文若没有列明政府或政权一方拥有該权力，該权力就不应属于政府或政权一方。按基本法的实际文字，全國人大常委會要使用解釋權的步驟是，首先由香港特區法院提請全國人大常委釋法，人大才能释法。认为除了《香港基本法》158条第三款外，並無其他條文說明有其他人或機構（包括全國人大常委會本身）能提出或主動啟用此解釋權，香港特區法院是唯一在《香港基本法》裏列出有權提請釋法的機構。因此由終審法院以外的個人或團體，包括由行政會議、由人大常委會本身等非司法機構提請人大釋法，均屬違憲。而人大做出的六次釋法中，仅有一次是有由香港終審法院提請，其余五次则是由香港行政機關和署理行政長官提請或人大常委主动释法。泛民主派批評釋法有如在《基本法》上僭建，破壞香港法治精神和司法獨立，亦不尊重本地法院的終審權。香港大律師公會認為釋法削弱香港在國際間司法獨立的形象，動搖公眾對香港法治的信心。
時事評論員鄭立認為，全國人大是香港法律管制範圍以外的「團體」，但《基本法》卻提供了它凌駕在法律之上的「釋法」權力，它甚至可以以釋法去改變裁決，這是一種「合法暴政」，違反法律對每人皆平等、沒有任何個人或團體可凌駕在法律之上的法治基礎。而合法暴政比一般暴政更殘酷。

## 歷次釋法

### 第一次（1999）
1999年1月29日，指出“所有香港永久居民在中國內地所生子女，不論有否單程證，不論婚生或非婚生，不論出生時父或母是否已經成為香港居民，均擁有居港權”。時任保安局局長葉劉淑儀估計在10年內會有167萬人可從中國大陸移居香港，這將會為香港社會帶來沉重人口壓力。1999年5月18日行政長官會同行政會議決定提請第一次人大釋法。雖然依政府推斷數字，兩代非婚生子女高達116萬人，但考慮到港中兩地法律都不歧視非婚生子女，都視非婚生子女與婚生子女有相同法律權利，所以不把「非婚生」納入解釋範圍。
1999年6月26日，第九屆全國人大常委會第十次會議對《香港基本法》作出解釋，指出只有獲批單程證的香港永久居民在中國大陸所生子女才享有居港權，及出生時父母仍未成為香港居民的則沒有居港權，而使有權來香港的人數減至27萬。
是次釋法引起廣泛市民不满。原因有二。其一，《香港基本法》第158條指出「應由香港特別行政區終審法院請全國人民代表大會常務委員會對有關條款作出解釋。」 然而本次釋法並非由香港法院提出，與基本法上訂明的條件不符，違反法律。有大量市民擔憂先例一開，人大可以肆意釋法，干預香港內部事務，摧毀香港法治。其二，因為香港沿用普通法制度，解釋法律是法院獨有的權力。在此次事件中，香港特區政府未经过法院，直接向中國國務院提交報告請求人大釋法，被认为是终审法院的权威受到严重冲击，引起了社會極大爭議。民主派认为人大主動释法涉嫌违反基本法，而且批評特區政府以行政干預司法、破壞香港司法獨立、對法治缺乏尊重。法律界更发起香港首个“沉默大游行”，抗议特区政府提出释法申请。維基解密披露的美國外交電文指出，於第一次釋法後，終審法院五名常任法官曾考慮集體辭職抗議，但因憂慮新委任的法官可能能力不足或缺乏獨立性而沒有實行。

### 第二次（2004）
香港回归以來，香港的政制改革一直是香港社會的討論話題。2003年末，第三屆行政長官的產生辦法成為一個爭拗話題。根據《基本法》第45條，特首的產生辦法最終會由普選產生，但並未明確的訂立具體的方案和時間表。不過，基本法附件一第七節亦說明了選舉條例可以在2007年或以後被修改。爭拗後來引發了2004年2月中國大陸報章一系列的評論，指香港的權力中心只可由「愛國者」擔任。
2004年3月26日，中央政府主動告知香港特区政府，全國人大常委會將會在4月2日至4月6日的會議上研究解釋《基本法》附件一第七條及附件二第三條。2004年4月6日，第十屆全國人大常委會第八次會議對《基本法》附件一和附件二自行作出解釋，當中涉及有關修改「行政長官及立法會產生辦法和法案議案表決程序」的規定。其中最重要一項訂明，所有修改建議除了原有規定的「須經立法會全體議員三分之二多數通過，行政長官同意，並報全國人大常委會批准或者備案」這3項法律程序之外，在展開這些法律程序之前還需要另外2項程序，即：（1）行政長官就是否需要進行修改向全國人大常委會提出報告，及（2）由全國人大常委會依照《基本法》第四十五條和第六十八條規定並根據香港的實際情況和循序漸進的原則予以確定；亦即是說由「三部曲」變為「五部曲」。
2004年4月26日，全國人大常委會決定，2007年第三任行政長官選舉不實行普選，及2008年第四屆立法會選舉中功能團體和分區直選產生的議員各半的比例維持不變，立法會對法案議案的表決程序亦照舊，而在此前提下，行政長官和立法會的具體產生辦法可按照基本法有關規定作出符合循序漸進原則的適當修改。

### 第三次（2005）
2005年3月12日，時任行政長官董建華因病辭職。香港各界為下一任行政長官的任期而爭論不休。香港特區政府、中國大陸學者及親政府陣營提出下一任行政長官應該繼續董建華餘下任期，並提出基本法中有相關立法原意。而泛民主派則普遍認為下一任行政長官應該根據基本法及普通法原則所示，開展新一個五年任期及要求2005年特首選舉全面普選，並指責香港政府強定兩年任期是不合理、不合法的做法。
2005年4月6日，署理行政長官曾蔭權請求國務院提請全國人大常委會提出就《基本法》第53條有關新的行政長官的任期，作出解釋。4月27日，十屆全國人大常委會第十五次會議對釋法問題進行表決，全體委員一致通過補選的行政長官任期為前任餘下的任期。
时任律政司司長梁爱诗事后承认“释法是政治决定”。时任香港立法会议员梁家傑批评，“若有任何法律上的疑难，应该交由法院作最后裁决，而不是按掌权者的意愿而扭曲”。公民黨前身“45条关注组”为此发起第二次的“沉默大游行”，约900人参与。

### 第四次（2011）
2008年剛果民主共和國向中國中鐵公司批出開礦權，期望換取中國中鐵對该國家的基建投資。而美國FG公司（FG Hemisphere Associates LLC）从2004年起便依據國際商會仲裁院（ICC）的裁決書，以債權人身份在世界各地尋求對剛果任何公開的財產進行強制執行，并要求截取中國中鐵投資的1.02億美元作為抵債。
2008年5月15日，香港高等法院原訴法庭法官邵德煒做出命令，禁止中鐵公司向剛果及其下屬國企支付入門費部分金額共計1.04 億美元，並擬委任接管人收取有關的入門費，用以履行FG公司的仲裁裁決。FG公司隨即提起針對剛果政府的民事訴訟，並將中國大陸四家公司列為共同被告人。2008年12月12日，香港高等法院原訴法庭芮安牟法官作出判決，認為法院對FG公司訴剛果的事項沒有管轄權，撤銷了原訴法庭邵德煒法官的各項命令。FG公司不服判決並上訴至香港高等法院上訴法庭，该法庭恢復了邵德煒法官的命令。刚果和中國大陸公司不服，上訴至香港終審法院。2011年6月8日，終審法院以三比二的多數（常任法官包致金、非常任法官馬天敏反對；常任法官陳兆愷、李義、非常任法官梅師賢爵士贊成）裁定，此案需要尋求人大常委釋法。判詞指，希望人大解釋《基本法》第13條，有關中央人民政府負責香港特區外交事務的條文，包括中央人民政府是否有權決定國家豁免規則或者政策，以及這些規則或者政策，是否為《基本法》第19條，屬於國防及外交等國家行為。
2011年8月26日，第十一屆全國人大常委會第二十二次會議通過決議，因香港對外事務由中华人民共和国中央人民政府負責，故此香港特區須跟從中央人民政府，對剛果民主共和國實施「絕對外交豁免權」。这是到目前为止，唯一一次由香港司法機構提出的人大釋法要求。人大常委范徐麗泰认为这次釋法不影響「一國兩制」、司法獨立及香港營商環境；但有香港人權監察等團體批評，人大釋法“破壞香港司法獨立”，令香港法律變成「任意搓圓的玩偶」，將中國大陸人治取代香港法治。

### 第五次（2016）

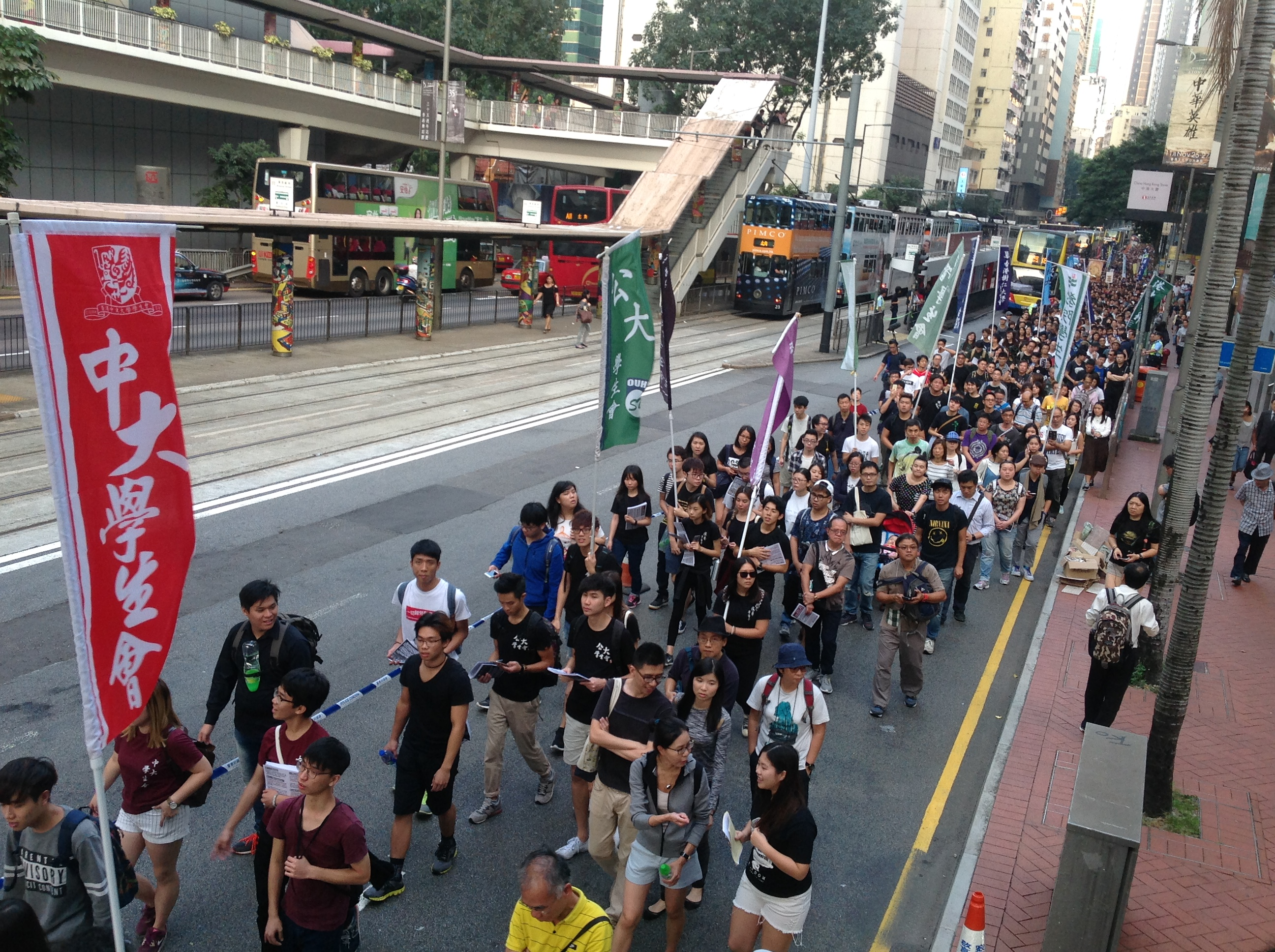
2016年11月6日“反人大釋法”遊行，市民一度圍堵中聯辦，翌日人大正式釋法

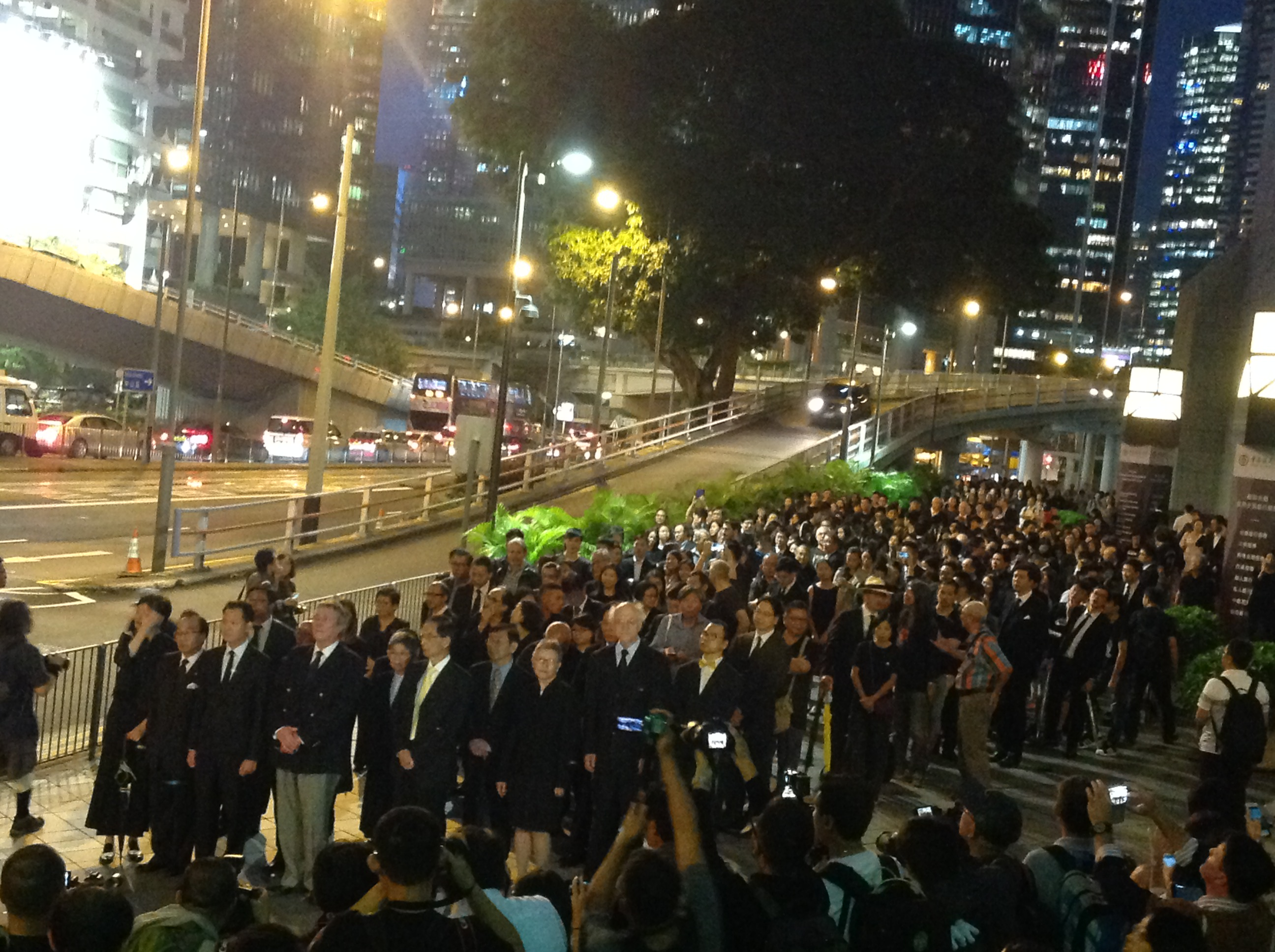
2016年11月8日傍晚，法律界举行反人大释法黑衣静默游行

2016年的第五次釋法是自2004年以來，最為爭議的一次，這亦是第二次人大常委會主動釋法。
2016年10月12日，梁頌恆和游蕙禎在香港立法會宣誓期間涉嫌以「支那」取代「China」字眼及展示的標語偶，連同兩度在誓詞中加入字句的姚松炎，同被立法會秘書長陳維安拒絕監誓，引发宣誓風波。10月18日，香港立法會主席梁君彥根據法律意見及上屆曾鈺成的裁決（2012年曾鈺成容許黃毓民再度宣誓），裁定黃定光、姚松炎、梁頌恆、游蕙禎和劉小麗宣誓無效，但容許再次宣誓。香港特區政府隨即向香港高等法院入稟司法覆核，要求剝奪梁頌恆、游蕙禎的立法會議員資格。此后梁、游二人于10月19日、26日及11月2日，三次试图重新宣誓未果。11月3日高等法院就司法复核案开审，政府代表大律師余若海在開案陳詞前聲稱，案件可以在香港司法制度內解決，政府沒尋求人大釋法，不过曾經尋求中國中央政府確認此事的解決方法。
然而，親北京媒體紛紛傳出全國人大常委會預備釋法的聲音。港區人大代表譚惠珠也向傳媒證實，中共中央政治局常委、全國人大常委會委員長張德江「主動要求」就基本法104條釋法。2016年11月5日，第十二届全国人大常委会第二十四次会议审议了《全国人大常委会关于香港特别行政区基本法第一百零四条的解释》的草案，并于11月7日表决时以155票全票通过，指出香港特別行政區的公職人員必須依法真誠地作出「擁護基本法」和「效忠中華人民共和國香港特別行政區」的宣誓，並謹守誓言。
全國人大常委會副秘書長兼基本法委員會主任李飛就全國人大常委會就《基本法》第104條釋法回應記者問題。他強調，香港是中國不可分離的一部分，而主權亦屬中華人民共和國，公職人員包括議員如散佈港獨思想，「不可能擁護《基本法》」。他亦指出，在香港提出「香港獨立」、「香港建國」、「香港民族」、「民族自決」等主張，本質上都是港獨。李飛認為香港過往落實《基本法》相關規定時存在漏洞，不點名指摘有法定職責人員沒按照基本法辦事。批評香港有人故意曲解《基本法》，指出有「貌似法律權威的人，散布歪理邪說」，造成「人大釋法就是干預司法獨立」的輿論，並指提問記者對法律的認知比那些「所謂法律權威」更好。
民主派及法律界人士批評人大就宣誓風波進行的釋法，認為這次是變相解釋香港本地法律，而非解釋《基本法》，做法等同僭建，“輸了港人對一國兩制、以及對中央治港的信心”。而民主思路则認為，人大應容許香港法庭先自行解決2016年宣誓事件爭議，在爭議進入司法程序時以釋法介入是缺乏對香港司法程序的尊重，更有不信任特區法官之嫌。香港大學法律學院教授陳文敏也認為釋法衝擊一國兩制及司法制度，亦反映中央不相信香港法院。
11月6日，民主派上街游行，表达对人大释法的抗议。游行在中環完結後，部分民主派人士转往中聯辦抗议，并与警方爆发冲突。
11月13日，建制派組織在立法會廣場集会，支持人大常委会就《基本法》第104条释法。
11月15日，香港高等法院做出裁决，法律上自2016年10月12日起梁颂恒、游蕙祯丧失立法会议员资格。法官区庆祥在判决书中还说，“无论人大有否释法，判决都是一样”。梁、游二人提上訴並要求暫緩原訟庭命令。上訴庭維持原有判決，並加入人大释法的內容。梁颂恒、游蕙祯的終極上訴，在2017年8月26日被香港終審法院駁回。
人大释法後，香港特區政府于12月再向香港高等法院入稟司法覆核，要求剝奪姚松炎、劉小麗、羅冠聰和梁國雄的立法會議員資格，2017年7月14日，高等法院裁定四人宣誓無效，法律上自2016年10月12日起失去議員資格。

### 第六次（2022）
2022年11月，壹傳媒集團創辦人黎智英聘用英國御用大律師Tim Owen處理其涉嫌違反《港區國安法》「串謀勾結外國勢力」罪的案件，得到高等法院批准。對判決表示不滿的律政司向終審法院提出上訴，結果遭到駁回。判决結果公佈後，建制派人士紛紛表態要求進行釋法。全國人大常委譚耀宗表示聘用外國律師參與國安法案件審理明顯不合理，違背了全國人大常委會設立《港區國安法》的本意，會就此向人大申請釋法。而梁美芬形容人大常委會享有釋法權是天經地義；民建聯立法會議員周浩鼎對終審法院的裁決感到失望。
終院裁決近三個小時後，香港行政長官李家超在傍晚召開記者會，稱前日收到中央按國安法第11條發出函件，宣佈就黎智英的案件提請全國人大釋法，釐清在香港沒有全面執業資格的律師或大律師（全面執業資格即在港獲認許資格的律師或大律師），可否以任何形式參與、處理危害國家安全犯罪案件的工作。他認為外國及境外勢力對《國安法》制訂及實施「有敵視的態度」，意圖干預在港實施《國安法》，並指出現行制度下，海外律師參與處理國安案件會對國安造成風險。有記者問及提請釋法是否予人感覺輸打贏要，他強調釐清法律問題符合香港利益、國安法規則及憲制秩序，決定是基於維護國安，又指作為特首及國安委主席，國安是重中之重的責任。到同日晚上，國務院港澳辦和香港中聯辦先後發表聲明支持李家超提釋法。其中中聯辦指「香港法律界普遍認為」，准許沒全面執業資格的海外律師，參與勾結外國勢力案的抗辯「為外國插手干預開了方便之門」。
12月27日，国务院港澳办主任夏宝龙正式向全国人大常委会提请解释香港特别行政区维护国家安全法「有关条款」。當天十三届全国人大常委会第三十八次会议在北京人民大会堂举行第一次全体会议，此次會議聽取了夏宝龙提出的议案。12月29日，全國人大常委會委員長會議決定將香港特别行政区维护国家安全法的解釋草案等提交常委會會議審議；12月30日下午，全國人大常委會會議正式閉幕，通過關於《港區國安法》第14及47條的解釋，成為了香港移交後的第六次釋法。
就行政長官李家超28日向中央提交報告，認為不具有香港全面執業資格的海外律師或大律師，擔任危害國家安全犯罪案件的辯護人或訴訟代理人，可能引發國家安全風險，要求釐清他們可否參與處理有關案件。根據釋法內容，全國人大常委會認為，有關問題屬於《港區國安法》第47條所規定的需要認定的問題，應當取得行政長官發出的證明書。如特區法院沒有向行政長官提出，並取得行政長官發出的證明書，香港特區維護國家安全委員會，應當根據《港區國安法》第14條的規定履行法定職責，有權對是否涉及國家安全問題作出相關判斷及決定。而委員會的決定不受司法覆核，具有可執行的法律效力。任何行政、立法、司法等機構、組織及個人，都不得干涉國安委的工作，應當尊重並執行國安委的決定。
全國人大常委會法工委負責人表示，釋法效力追溯至《港區國安法》生效當日，又指今次釋法有利於釐清有關法律規定的含義和依據，及時妥善解決《港區國安法》實施中遇到的重大爭議問題，不存在損害香港高度自治權問題，並指香港應及時修改完善《法律執業者條例》等本地法律。
行政長官李家超晚上在政府總部見記者，指人大今次釋法明確相關條文的法律含義，體現法治原則。 政府會評估風險，積極考慮《法律執業者條例》有關專案認許修訂工作。李家超又指，就國家安全的案件發出證明書的權力在《港區國安法》條文內已清晰列明，今次釋法沒有增加特首權力，亦無凌駕法官。同日，全體立法會90名議員，包括89名建制派議員及新思維狄志遠，亦發聲明支持釋法。新思維於政府提請釋法時曾發聲明表示遺憾，認為《港區國安法》行之有效，而終審法院已頒下判詞詳列理據，貿然提請釋法讓公眾感覺輸打贏要。狄志遠釋法公布後則指政府處理不善，若一早指出特首有權處理便不會發生今次事件損害法庭威信。前廉政公署總調查主任、大律師查錫我則質疑今次解釋的第47條不涵蓋律師聘用，指今次人大釋法與普通法原則有牴觸，可能影響外界對本港法治的觀感，但形容人大釋法一錘定音，不予置評。
2023年2月20日，黎智英入稟要求律政司宣布釋法不影響法庭批准其聘用Tim Owen為辯護律師的決定。5月19日，申請被高等法院駁回。

### 未遂嘗試
2012年12月13日，《明報》報導，律政司在12日就外傭居留權上訴案建議終審法院提請人大釋法，解釋1999年吳嘉玲案釋法時提及的特區籌委會報告書，「反映基本法立法原意的表述」，是否已是人大釋法的一部份。如建議獲得法院接納，人大常委會亦同意這是人大釋法的一部份，將推翻關乎雙非問題的莊豐源案之裁決。2013年3月25日，終審法院5名法官一致駁回外傭的上訴，並拒絕律政司提請人大釋法的要求。

## 備注
1. 1 2  《香港基本法》第一百五十八條第一款：本法的解釋權屬於全國人民代表大會常務委員會
2. ↑  《中华人民共和国宪法》第六十七条　全国人民代表大会常务委员会行使下列职权：（四）解释法律

## 外部連結
- 全國人大常委會解釋基本法及決定的有關資料（页面存档备份，存于）
- 全国人大常委会的组织、职权和议事规则